# Józef Różak
Józef Różak (ur. 5 lutego 1945 w Kościelisku) – polski biathlonista i biegacz narciarski, brązowy medalista mistrzostw świata.

## Kariera
Największy sukces odniósł podczas mistrzostw świata w Hämeenlinna w 1971 roku, kiedy wraz z Aleksandrem Klimą, Józefem Stopką i Andrzejem Rapaczem zdobył brązowy medal w sztafecie. Zajął tam też 26. miejsce w biegu indywidualnym. Wystąpił także na mistrzostwach świata w Zakopanem w 1969 roku i mistrzostwach świata w Östersund rok później, w obu przypadkach plasując się w drugiej dziesiątce w biegu indywidualnym i na szóstej pozycji w sztafecie.
W 1968 roku wystartował na igrzyskach olimpijskich w Grenoble, gdzie zajął czwarte miejsce w sztafecie. Brał też udział w igrzyskach w Sapporo w 1972 roku, zajmując w tej samej konkurencji siódmą pozycję.
W mistrzostwach Polski w biathlonie dwukrotnie zdobywał złoto: w sztafecie w latach 1969 i 1970. Zdobywał też medale mistrzostw kraju w narciarstwie klasycznym: był najlepszy w sztafecie w latach 1969 i 1971 i drugi w tej konkurencji w 1965 roku.
Jego kuzynem był Andrzej Mateja.
Żonaty, ma trzech synów, mieszka w Zakopanem.

## Osiągnięcia

### Igrzyska olimpijskie
| Rok  | Miejscowość | Konkurencje | Konkurencje | Konkurencje | Konkurencje | Konkurencje | Konkurencje | Konkurencje |
| Rok  | Miejscowość | IN          | SP          | PU          | MS          | RL          | MR          | SR          |
| ---- | ----------- | ----------- | ----------- | ----------- | ----------- | ----------- | ----------- | ----------- |
| 1968 | Grenoble    | –           | nd.         | nd.         | nd.         | 4.          | nd.         | –           |
| 1972 | Sapporo     | –           | nd.         | nd.         | nd.         | 7.          | nd.         | –           |

### Mistrzostwa świata
| Rok  | Miejscowość | Konkurencje | Konkurencje | Konkurencje | Konkurencje | Konkurencje | Konkurencje | Konkurencje |
| Rok  | Miejscowość | IN          | SP          | PU          | MS          | RL          | MR          | SR          |
| ---- | ----------- | ----------- | ----------- | ----------- | ----------- | ----------- | ----------- | ----------- |
| 1969 | Zakopane    | 24.         | nd.         | nd.         | nd.         | 6.          | nd.         | –           |
| 1970 | Östersund   | 20.         | nd.         | nd.         | nd.         | 6.          | nd.         | –           |
| 1971 | Hämeenlinna | 26.         | nd.         | nd.         | nd.         | 3.          | nd.         | –           |